# John the Revelator/Lilian
John the Revelator/Lilian är två låtar av den brittiska gruppen Depeche Mode. De utgör gruppens fyrtiofjärde singel och andra dubbla A-sidesingel. Singeln släpptes den 5 juni 2006 och nådde som bäst 18:e plats på den brittiska singellistan. Bägge sångerna återfinns på albumet Playing the Angel.
Låten "John the Revelator" har sitt ursprung i den amerikanska folksången John the Revelator och handlar om aposteln Johannes i hans egenskap som författare av Uppenbarelseboken.

## Utgåvor och låtförteckning
7"Mute / Bong38 (EU)
1. "John the Revelator" (UNKLE Dub) - 5.44
2. "Lilian" (Robag Wruhme Slomoschen Kikker) - 4.50

12"Mute / 12Bong38 (EU)
1. "John the Revelator" ("Dave Is In The Disco" Tiefschwarz Remix) - 7:52
2. "John the Revelator" (Tiefschwarz Dub) - 8:15
3. "Lilian" (Chab Dub) - 7:08

12"Mute / L12Bong38 (EU)
1. "John the Revelator" (Murk Mode Dub) - 8:35
2. "John the Revelator" (Boosta Club Remix) - 4:50
3. "Lilian" (Chab Vocal Remix) - 9:04

CDMute / CDBong38 (EU)
1. "John the Revelator" (Single version) - 3:14
2. "Lilian" (Single version) - 3:34

CDMute / LCDBong38 (EU)
1. "John the Revelator" ("Dave is in the Disco" Tiefschwarz Remix) - 7:54
2. "John the Revelator" (Murk Mode Remix) - 7:16
3. "John the Revelator" (UNKLE Re Construction) - 5:02
4. "John the Revelator" (Boosta Club Remix) - 4:50
5. "John the Revelator" (Tiefschwarz Dub) - 8:13

DVDMute / DVDBong38 (EU)
1. "John the Revelator" (livevideo från Milano)
2. "Nothing's Impossible" (Bare)
3. "Lilian" (Chab Vocal Remix) - 9:04

Radio Promo CDMute / RCDBong38 (EU)
1. "John the Revelator" (Single Version) - 3:14
2. "Lilian" (Single Version) - 3:34
3. "John the Revelator" (Tiefschwarz Edit) - 3:53
4. "John the Revelator" (UNKLE Edit) - 3:15
5. "John the Revelator" (Bill Hamel's Audio Magnetics Edit) - 4:42
6. "John the Revelator" (Boosta Edit) - 3:54

Club Promo CDMute / PCDBong38 (EU)
1. "John the Revelator" ("Dave is in the Disco" Tiefschwarz Remix) - 7:54
2. "John the Revelator" (Tiefschwarz Dub) - 8:13
3. "John the Revelator" (Murk Mode Remix) - 7:16
4. "John the Revelator" (Murk Mode Dub) - 8:35
5. "John the Revelator" (Boosta Club Remix) - 4:50
6. "John the Revelator" (UNKLE Re Construction) - 5:02
7. "Lilian" (Chab Vocal Remix) - 9:04
8. "Lilian" (Chab Dub) - 7:08
9. "Lilian" (Pantha Du Prince Neues Holz Remix) - 6:33
10. "Lilian" (Pantha Du Prince Raboisen Ecke Burstah Remix) - 6:48
11. "Lilian" (Robag Wruhme Krazy Fückking Dub) - 6:04

Promo CDReprise / PRO-CD-101841 (US)
1. "John the Revelator" (Murk Mode Remix) - 7:16
2. "John the Revelator" ("Dave is in the Disco" Tiefschwarz Remix) - 7:54
3. "John the Revelator" (Tiefschwarz Dub) - 8:13
4. "John the Revelator" (UNKLE Re Construction) - 5:02
5. "John the Revelator" (Boosta Club Remix) - 4:50
6. "Lilian" (Chab Vocal Remix) - 9:03

Digital Downloads
1. "John the Revelator" (Bill Hamel's Audio Magnetics Club Remix) - 7.45
2. "John the Revelator" (Bill Hamel's Audio Magnetics Dub) - 7.46
3. "John the Revelator" (Bill Hamel's Audio Magnetics Edit) - 4.42
4. "John the Revelator" (Boosta Edit) - 3.54
5. "John the Revelator" (James T. Cotton Dub) - 6.02
6. "John the Revelator" (Murk Miami Mix) - 9.20
7. "John the Revelator" (Murk Mode Remix Edit) - 3.53  [US only Download]
8. "John the Revelator" (Tiefschwarz Edit) - 3.53
9. "John the Revelator" (UNKLE Dub) - 5.44
10. "John the Revelator" (UNKLE Edit) - 3.19
11. "John the Revelator" (UNKLE Instrumental) - 4.59
12. "Lilian" (Chab Vocal Mix Edit) - 4.34 [US only Download]